# Gian Pietro Favaro
Gianpietro Favaro (Riese Pio X, 17 luglio 1941) è un politico italiano.

## Biografia
Insegnante, ha ricoperto il ruolo di sindaco di Riese Pio X dal 1977 al 1985, successivamente è consigliere regionale in Veneto, ricopre anche l'incarico anche di segretario regionale della Democrazia Cristiana veneta.
Dopo lo scioglimento della DC aderisce a Forza Italia, con cui viene eletto senatore della Repubblica nel collegio di Vittorio Veneto nella XIV legislatura, rimanendo in carica dal 2001 al 2006. In tale anno viene eletto consigliere provinciale a Treviso. In seguito confluisce nel Popolo della Libertà, con cui è ricandidato al consiglio provinciale di Treviso nel 2011, senza risultare eletto.